# Čečenština
Čečenština (čečensky Нохчийн мотт, v latince Noxçiyn mottje) jazyk z čečensko-ingušské, též vajnachské větve kavkazské jazykové rodiny. Má 1,3 milionů mluvčích, z nichž většina žije v Rusku. Je podobná inguštině.
Kavkazskými jazyky se mluví pouze v oblasti Kavkazu, i když gruzínština se někdy považuje za příbuznou baskičtiny.
Čečenštinou hovoří asi 950 000 lidí v Čečensku[zdroj?] a dále jí používají diaspory Čečenců žijící na Středním východě, zejména v Jordánsku.
Čečenština je oficiálním jazykem Čečenska, autonomní republiky Ruska.

## Nářečí
- Ploskost
- Itumkala (Šatoj)
- Melchin
- Kistin
- Čeberloj
- Akkin (Aux)

Čečenština má 31 souhlásek.

## Slovní zásoba
Některá čečenská slova jsou vypůjčena z arabštiny, jiná z turkických jazyků, perštiny, gruzínštiny a ruštiny.

## Historie
Čečenské písmo vzniklo po říjnové revoluci a od 20. let 20. století se začala používat latinka namísto arabského písma. V roce 1938 se začala používat cyrilice. Po deklaraci čečenské republiky v roce 1992 začali někteří mluvčí používat latinku, ale většina obyvatelstva stále používá cyrilici. Čečenská diaspora v Jordánsku, Turecku a Sýrii hovoří plynně čečensky, ale s psaním je to již horší (cyrilice).[zdroj?]

## Příklady

### Číslovky
| Čečensky | Česky |
| цхьаъ    | jeden |
| шиъ      | dva   |
| кхоъ     | tři   |
| диъ      | čtyři |
| пхиъ     | pět   |
| ялхӏ     | šest  |
| ворхӏ    | sedm  |
| бapxӏ    | osm   |
| исс      | devět |
| итт      | deset |

## Užitečné fráze
| Čečensky                            | Česky                  |
| Ӏуьйре дика хуьлда!                 | Dobrý den!             |
| Муха ву хьо?                        | Jak se máš?            |
| Со дика ву, Дела реза хуьлда хьуна! | Jsem v pohodě, děkuji! |
| Хьан цӀе хӀун ю?                    | Jak se jmenuješ?       |
| Сан цӀе Пепик ю.                    | Jmenuji se pepík.      |
| Хьо мичара ву?                      | Odkud jsi?             |
| Со Грознера ву.                     | Jsem z Grozné.         |
| Ахь хӀун до, Пепика?                | co děláš pepiku?       |
| Со дешархо ву.                      | Jsem student.          |